# سامسونج جالكسي تاب إس 3
سامسونج جالكسي تاب إس 3 (بالإنجليزية: Samsung Galaxy Tab S3)‏ هو حَاسُوب لوحِي من سَامسُونج ضِمن سلسلة سامسونج جالكسي تاب، وَيعمَلُ بِنِظام أندرويد، حيث تَم الكشف عنهُ فِي 26 فبراير 2017، وهذا في ملتقى عالم الهاتف النقال. والجهاز عبارة عن نَوعينِ، أحدُهما يتَوفرُ على شَبكة واي فاي (Wi-Fi) فقط، والآخرُ على شَبكة 4G LTE. ويعملُ أيضاً بمُعالِج كوالكُوم سناب دراغُون 820، مع بَطارِيَّة ليثيوم أيون بِقدرَة 6.000mAh

## الخصائص
- نظام التشغيل: أندرويد
- الوزن: 429 غ (0.946 رطل) (Wi-Fi); 434 غ (0.957 رطل) (LTE)
- المعالج: 15 جيجا هرتز رباعي النواة
- التخزين: 32 جيجابايت